# Veronika Leclerc Strickland
 (avril 2025).
Motif : actrice de rôle (très) secondaires, pas de sources secondaires admissibilité douteuse
- Archive Wikiwix
- Bing
- Cairn
- DuckDuckGo
- E. Universalis
- Gallica
- Google
- G. Books
- G. News
- G. Scholar
- Persée
- Qwant
- (zh) Baidu
- (ru) Yandex
- (wd) trouver des œuvres sur Wikidata

| 1. | Préciser le motif de la pose du bandeau. | Précisez le motif de la pose du bandeau en utilisant la syntaxe suivante : {{admissibilité à vérifier\|date=avril 2025\|motif=remplacez ce texte par le motif}}                                  |
| 2. | Informer les utilisateurs concernés.     | Pensez à avertir le créateur de l'article, par exemple, en insérant le code ci-dessous sur sa page de discussion : {{subst:avertissement admissibilité à vérifier\|Veronika Leclerc Strickland}} |

Veronika Leclerc Strickland est une actrice canadienne née à Trois-Rivières, Canada. Elle a tourné dans plusieurs séries télévisées et films pour le cinéma.

## Biographie
Diplômée en Arts du Collège André-Grasset, elle a créé en 2002 une compagnie de théâtre avec des amis, La Clique. Formée en jeu-interprétation et analyse de texte par Les ateliers Danielle Fichaud et les ateliers Jean-Pierre Bergeron, elle décroche son premier rôle en 2004 à la télévision dans le téléroman Le Bleu du ciel de Victor-Lévy Beaulieu. S’ensuivent quelques rôles jusqu’en 2011, date à laquelle elle laisse de côté le milieu artistique pour celui des affaires et de l’enseignement. Pour son retour au cinéma, elle incarne des rôles au côté de Monica Belluci, de Gabriel Byrne et de Brandon Scott Jones. Le cinéaste Noël Mitrani lui confie un petit rôle dans son film Cassy (2019) puis le rôle principal d'une détective dans Toutes les deux (2021).

## Filmographie

### Cinéma
- 2005 : Aurore de Luc Dionne : La religieuse
- 2015 : Ville-Marie de Guy Edoin : L'assistante de production
- 2019 : Cassy : La collègue de Karl
- 2020 : Death of a Ladies' Man de Matt Bissonnette : La prostituée
- 2021 : Toutes les deux : La détective

### Télévision
- 2004 : Le Bleu du ciel de Victor-Lévy Beaulieu
- 2011 : Un tueur si proche Linda Quinn
- 2019 : Toute la vie La maitresse de Rodge